# Kretski emirat
Kretski emirat (arabsko إقريطش, latinizirano: Iqrīṭish ali إقريطية, Iqrīṭiya, grško Κρήτη, latinizirano: Krētē) je bila islamska država na Kreti, ki je obstajala od poznih 820. let do ponovne bizantinske osvojitve otoka okoli leta 961. Emirat je priznaval nadoblast Abasidskega kalifata in vzdrževal tesne vezi s Tulunidi v Egiptu, vandar je bil de facto neodvisen. 
Skupina andaluzijskih izgnancev, ki jih je vodil Abu Hafs Umar al-Ikritiši, je leta 824 ali 827/828 osvojila Kreto in ustanovila neodvisno islamsko državo. Bizantinci so leta 842-843 pod Teoktistom Spovednikom začeli pohod, v katerem so osvojili del izgubljenega otoka, vendar njihova osvojitev ni bila dokončana in je bila kmalu razveljavljena. Poznejši poskusi Bizantinskega cesarstva, da povrne otok, so bili neuspešni. Kretski emirat je bil približno 135 let svojega obstoja eden glavnih sovražnikov Bizanca. Kreta je obvladovala morske poti v vzhodnem Sredozemlju in delovala kot baza in zatočišče muslimanskega piratskega ladjevja, ki je pustošilo po bizantinskih obalah Egejskega morja. Zgodovina emirata kot takega je manj znana, vendar vsa poročila kažejo na precejšnjo blaginjo, ki je izhajala ne le iz piratstva, temveč tudi iz obsežne pomorske trgovine in kmetijstva. Emirat je uničil bizantinski cesar Nikifor II. Fokas v uspešni vojni leta 960–961 in Kreto ponovno priključil k Bizantinskemu cesarstvu. 

## Zgodovina
Kreto so muslimanske sile napadale od prvega vala muslimanskih osvajanj sredi 7. stoletja. Prvič so jo napadli leta 654 in nato ponovno leta 674/675. Dele otoka so začasno zasedli med vladavino omajadskega kalifa al-Valida I. (vl. 705–715) vendar je otok kljub občasnim napadom v 8. stoletju varno ostal v bizantinskih rokah. Kreta je bila takrat predaleč od arabskih pomorskih oporišč v Levantu, da bi proti njej lahko izvedli učinkovito ekspedicijo.

### Osvajanje Krete
Nekje v drugi polovici vladavine bizantinskega cesarja Mihaela II. Amorijca (vl. 820–829) je skupina andaluzijskih izgnancev pristala na Kreti in jo začela osvajati. Ti izgnanci so imeli dolgo selitveno zgodovino. Tradicionalno so bili opisani kot preživeli iz neuspešnega upora proti emirju al-Hakamu I. iz Córdobe leta 818. Po zadušitvi upora so bili prebivalci predmestja Córdobe al-Rabad množično izgnani. Nekateri so se naselili v Fesu v Maroku, drugi, ki jih je bilo več kot 10.000, pa so se lotili piratstva. Slednjim so se verjetno pridružili tudi drugi Andaluzijci. Izkrcali so se v Aleksandriji in prevzeli oblast nad mestom do leta 827, ko jih je oblegal in izgnal abasidski general Abdulah ibn Tahir al-Hurasani. W. Kubiak opozarja, da je njihovo kordovsko poreklo v nasprotju s podatki v drugih virih, ki beležijo prisotnost andaluzijskih korzarjev v Aleksandriji že leta 798/799, njihov prevzem oblasti v mestu  pa datirajo v leto 814. Poleg tega je voditelj Andaluzijcev, Umar ibn Hafs ibn Šuajb ibn Isa al-Baluti, splošno znan kot Abu Hafs, prišel iz kraja Fahs al-Balut, ki je bil daleč od Córdobe.
Natančna kronologija izkrcanja Andaluzijcev na Kreti je negotova. V muslimanskih virih je dogodek običajno datiran v leto 827 ali 828 po izgonu Andaluzijcev iz Aleksandrije. Bizantinski viri temu datiranju  nasprotujejo in postavljajo njihovo izkrcanje v čas  kmalu po zadušitvi velikega upora Tomaža Slovana (821–823). Andaluzijci in njihove družine so po dogovoru z Ibn Tahirjem zapustili Aleksandrijo na 40 ladjah. Zgodovinar Warren Treadgold ocenjuje, da je bilo v skupini okoli 12.000 ljudi, od tega približno 3.000 borcev. Po mnenju bizantinskih zgodovinarjev so Andaluzijci poznali Kreto iz svojih prejšnjih roparskih pohodov. Po prihodu naj bi Abu Hafs zažgal njihove ladje, kar je napad spremenilo v osvajanje. Ta podatek je verjetno kasnejša izmišljotina, saj so na plovbo s seboj vzeli svoje družine. Kraj izkrcanja Andaluzijcev ni znan. Nekateri zgodovinarji menijo, da se je to zgodilo na severni obali v zalivu Suda ali blizu sedanjega Herakliona, ki je bil kasneje njihovo glavno mesto s trdnjavo Handak (arabsko ربض الخندق, romanizirano rabḍ al-kḫandaq, dobesedno grad ob jarku). Drugi menijo, da so najverjetneje pristali na južni, manj naseljeni obali otoka,  in se nato preselili v bolj gosto poseljeno notranjost in na severno obalo.
Ko je cesar Mihael II. izvedel za arabsko izkrcanje in še preden so Andaluzijci dobili oblast nad celim otokom, je na Kreto takoj poslal nekaj vojsk, da bi jih pregnale. Bizantinska vojska je bila med uporom Tomaža zelo oslabljena. Prva ekspedicija pod vodstvom Fotina, stratega Anatolske teme, in konstabla Damijana, je bila v odprti bitki poražena, Damijan pa ubit. Naslednja odprava, poslana leto kasneje pod vodstvom stratega Kivireotske teme Kratera, je imela 70 ladij. Sprva je dosegla nekaj zmag in bila potem v nočnem napadu poražena. Krateru je uspelo pobegniti na Kos, vendar so ga tam ujeli Arabci in ga križali. Vse te akcije so se zgodile verjetno pred dokončanjem gradnje trdnjave Čandaks, ki je postala nova prestolnica Andaluzijcev.

### Piratski emirat
Abu Hafs je odbil vse zgodnje bizantinske napade in počasi utrdil oblast nad celotnim otokom. Priznal je nadoblast Abasidskega kalifata, vendar je de facto vladal povsem neodvisno. Osvojitev otoka je povsem  spremenila razmerje moči v vzhodnem Sredozemlju in odprla dotlej varno obalo Egejskega morja pogostim in uničujočim napadom piratov.
Andaluzijci so v teh zgodnjih letih zasedli tudi več otokov v Kikladih. Mihael II. je organiziral gradnjo novih ladij in z velikim mornariškim korpusom pod poveljstvom admirala Orifasa uspel pregnati Arabce z Egejskih otokov, Krete pa mu ni uspelo zavzeti. Mihaelov naslednik Teofil (vl. 829–842) je poslal k Abd Al Rahmanu II. V Córdobo delegacijo in predlagal skupno akcijo proti andaluzijskim izgnancem. Emir je z besedami podprl bizantinski predlog, ukrepal pa ni. Oktobra 829 so Arabci s Krete uničili cesarsko floto pri Tasosu, s čimer so izničili velik del Orifasovih dosežkov in odprli Egejsko morje in njegove obale roparjem. Okoli leta 835–840 so pirati napadli Evbejo in leta 837 Lesbos  in obale Trakezijske teme, kjer so uničili samostansko središče na gori Latros. Lokalni strateg Konstantin Kontomat jih je nato močno porazil.
Po Teofilovi smrti leta 842 je nova bizantinska oblast sprejela nove ukrepe za soočanje s kretsko grožnjo. Leta 843 je bila ustanovljena nova pomorska tema Egejsko morje in organizirana še ena odprava na Kreto, ki jo je vodil vpliven logotet in regent Teoktist. Teoktistu je uspelo zasesti velik del otoka, potem pa je moral zaradi političnih spletk v Konstantinoplu zapustiti svojo vojsko. Vojake, ki jih je pustil za seboj, so Arabci pobili. V prizadevanjih, da bi oslabili Arabce, se je leta 853 več bizantinskih flot vključilo v usklajene operacije v vzhodnem Sredozemlju, napadlo egiptovsko pomorsko oporišče Damietta in zajelo orožje, namenjeno Kreti. Arabci so kljub bizantinskim uspehom v zgodnjih 860. letih nadaljevali svoje napade in napadli Peloponez, Kiklade in Atos. Leta 866 je bizantinski minister Barda zbral še eno obsežno ekspedicijsko silo, da bi vrnil Kreto pod bizantinsko oblast. Dva tedna potem, ko je flota izplula, je cesar Bazilij I. Makedonec Bardo umoril, kar je pomenilo konec bizantinskega podviga.
V zgodnjih 870. letih so kretski napadi dosegli novo raven. Kretska flota, ki so ji pogosto poveljevali bizantinski odpadniki, je plula vse do dalmatinske obale in okoli leta 873 pod  vodstvom odpadnika Fotija prodrla celo v Marmarsko morje in neuspešno napadla  otok Marmara. Prodor tako daleč proti Konstantinoplu je bil prvi po drugem arabskem obleganju Konstantinopla leta 717–718. Piratsko ladjevje je na povratku doživelo hud poraz v bitki pri Kardiji. Zmagoviti bizantinski floti je poveljeval novi admiral Nikita Orifa. Admiral je kmalu zatem ponovno premagal Krečane, tokrat v Korintskem zalivu, in jih mnogo ujel in kruto mučil v povračilo za njihove napade. Približno v istem času je bila med napadom na Halkido unučena muslimanska flota Tarza, ki jo je vodil Jazaman al-Hadim.  Bizantinske zmage so očitno privedle do začasnega premirja in zdi se, da je bil kretski emir Šuajb ibn Umar celo dolžan Bizancu približno deset let plačevati davek. 
Roparski pohodi so se kmalu zatem nadaljevali, pri čemer sta se  Krečanom pridružili severnoafriška in sirska flota. Zaradi njihovih napadov so trpeli zlasti Peloponez, Evbeja in Kikladi. Ker je muslimanska navzočnost na splošno slabo dokumentirana, bi bil seznam lahko še daljši. Nekateri otoki v Egejskem morju in del obale  so bili zaradi piratskih napadov popolnoma zapuščeni. Drugje so se prebivalci z obale preselili v notranjost, ki je bila bolj varna. V letih 896 do 902 so bile morda zasedene celo Atene, leta 904 pa je sirska flota pod vodstvom Leona Tripolskega oplenila drugo največje bizantinsko mesto Solun. Leon Tripolski je po opustošenju Soluna na Kreti podaril ali prodal v suženjstvo več kot 20.000 solunskih ujetnikov. Kretski emirat je užival tudi podporo egiptovskih tulunidskih emirjev, njihovi nasledniki Ikšididi pa so pomoč ukinili. Leta 911 je proti Kreti krenila še ena obsežna bizantinska odprava z več kot 100 ladjami, ki jo je vodil admiral Himerij, vendar je bila po nekaj mesecih prisiljena zapustiti otok. Na povratku je Himerijevo floto v bitki pri Hiosu uničila sirska flota.

### Bizantinska rekonkvista
Kretsko piratstvo je doseglo še en vrhunec v 930. in 940. letih, ko so pirati opustošilo južno Grčijo, Atos in zahodne obale Anatolije.  Posledično je cesar Konstantin VII. (vladal 913–959) leta 949 poslal proti njim še eno odpravo. Tudi ta je bila v nenadnem napadu poražena, poraz pa bizantinski kronisti pripisujejo nesposobnosti in neizkušenosti njenega vodje, evnuha komornika Konstantina Gongila. Konstantin VII. ni odnehal in je v zadnjih letih svojega vladanja začel pripravljati še eno odpravo, ki jo je izpeljal njegov naslednik Roman II. (vladal 959–963). Slednji je vodenje zaupal sposobnemu generalu Nikiforju Fokasu. Fokas je na čelu ogromne flote in vojske odplul junija ali julija 960, pristal na Kreti in strl začetni muslimanski odpor. Sledilo je dolgotrajno obleganje Handaka, ki se je zavleklo čez zimo v leto 961. 6. marca se je mesto vdalo.
Mesto je bilo izropano, njegove mošeje in obzidje pa porušeni. Muslimanski prebivalci so bili ubiti ali odpeljani v suženjstvo.  Zadnji kretski emir Abd al-Aziz ibn Šuajb (Kourupas) in njegov sin al-Numan (Anemas) sta bila ujeta in odpeljana v Konstantinopel, kjer je Fokas proslavil zmago. Otok je bil spremenjen v bizantinsko temo, preostale muslimane pa so misijonarji, kot je bil Nikon Metaneit, spreobrnili v krščanstvo.  Med spreobrnjenci je bil princ Anem, ki je vstopil v bizantinsko službo in padel pri Dorostolonu v vojni proti Rusom leta 970–971.

## Zapuščina
Obdobje muslimanskega Kretskega emirata ostaja razmeroma nejasno zaradi pomanjkanja materialnih dokazov in pisnih virov. Iz tega obdobja  je ohranjenih le nekaj krajevnih imen, ki spominjajo na prisotnost Arabcev, arheoloških ostankov iz tega obdobja pa ni, verjetno zaradi namernega bizantinskega uničenja po letu 961. Zgodovinarji se morajo zato zanašati večinoma na bizantinska poročila, ki so muslimansko Kreto opisovala pristransko kot gnezdo piratstva in trgovine s sužnji.
Redke in razpršene omembe Kretskega emirata v muslimanskih virih prikazujejo emirat kot urejeno državo z denarnim gospodarstvom in obsežnimi trgovinskimi povezavami. Handak je bil v nekaterih pogledih pomembno kulturno središče. Številni ohranjeni zlati, srebrni in bakreni kovanci s skoraj enako maso in sestavo pričajo o močnem gospodarstvu in visokem življenjskem standardu prebivalstva. Gospodarstvo sta okrepila obsežna trgovina s preostalim muslimanskim svetom, zlasti z Egiptom, in cvetoče kmetijstvom.  V tem času je bil na Kreto morda prinesen sladkorni trs.
Usoda kristjanov po muslimanski osvojitvi otoka je nejasna. Prevladuje mnenje, da se je večina spreobrnila v islam ali bila izgnana. Nekaj podatkov iz muslimanskih virov kaže, da so preživeli kot manjšina in postali podložni družbeni razred. Zdi se, da je bizantinsko krščansko prebivalstvo preživelo razmeroma osamljeno in predvsem na podeželju,  medtem ko so v mestih prevladovali muslimani, vključno s spreobrnjenci.

## Seznam emirjev
Vrstni red kretskih emirjev je znan tako iz arabskih kot bizantinskih virov, predvsem pa z njihovih kovancev. Datumi njihovega vladanja so zato večinoma približni:
| Ime                         | Ime v grških virih                  | Vladanje          |
| --------------------------- | ----------------------------------- | ----------------- |
| Abu Hafs Umar al-Ikritiši   | Apohaps/Apohapsis (Ἀπόχαψ/Ἀπόχαψις) | 827/828 – ok. 855 |
| Šuajb ibn Umar              | Saipes/Saet (Σαΐπης/Σαῆτ)           | ok. 855–880       |
| Abu Abdalah Umar ibn Šuajb  | Babdel (Βαβδέλ)                     | ok. 880–895       |
| Mohamed ibn Šuajb al-Zarkun | Zerkounes (Ζερκουνῆς)               | ok. 895–910       |
| Jusuf ibn Umar ibn Šuajb    |                                     | ok. 910–915       |
| Ali ibn Jusuf ibn Umar      |                                     | ok. 915–925       |
| Ahmed ibn Umar              |                                     | ok. 925–940       |
| Šuajb ibn Ahmed             |                                     | 940–943           |
| Ali ibn Ahmed               |                                     | 943–949           |
| Abd al-Aziz ibn Šuajb       | Kouroupas (Κουρουπᾶς)               | 949–961           |